# Imre Steindl
Imre Steindl (también conocido como Emerich Steindl o Emmerich Steindl) (29 de octubre de 1839, Pest - 31 de agosto de 1902, Budapest) fue un arquitecto húngaro.

## Biografía
Nació en el seno de una familia de suabos del Danubio. Su padre, Károly (Karl) Steindl (1802-1886), era un conocido joyero de la calle Kígyó, y su madre era Rozina Wagner (1808-1876). Se graduó en la Universidad Técnica de Budapest y en la Academia de Bellas Artes de Viena. Fue profesor de la Universidad Técnica de Budapest a partir de 1869. Fue elegido miembro honorario y correspondiente del Real Instituto de Arquitectos Británicos en 1891 y fue admitido en la Academia de Ciencias Húngara en 1898.

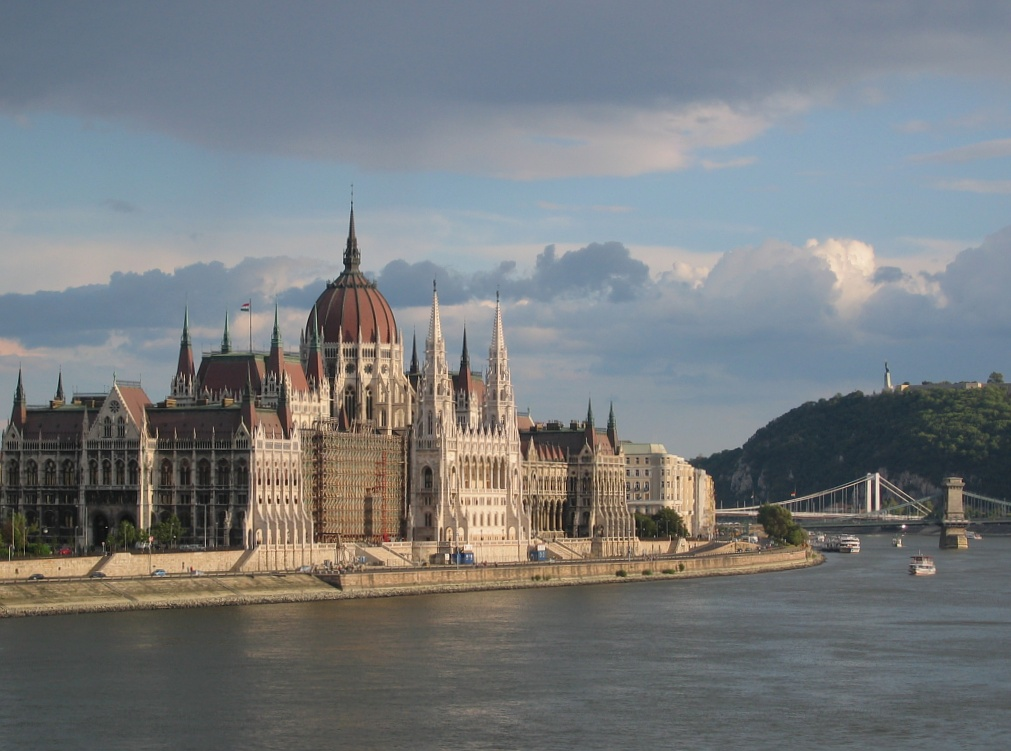
Sede del Parlamento en Budapest.

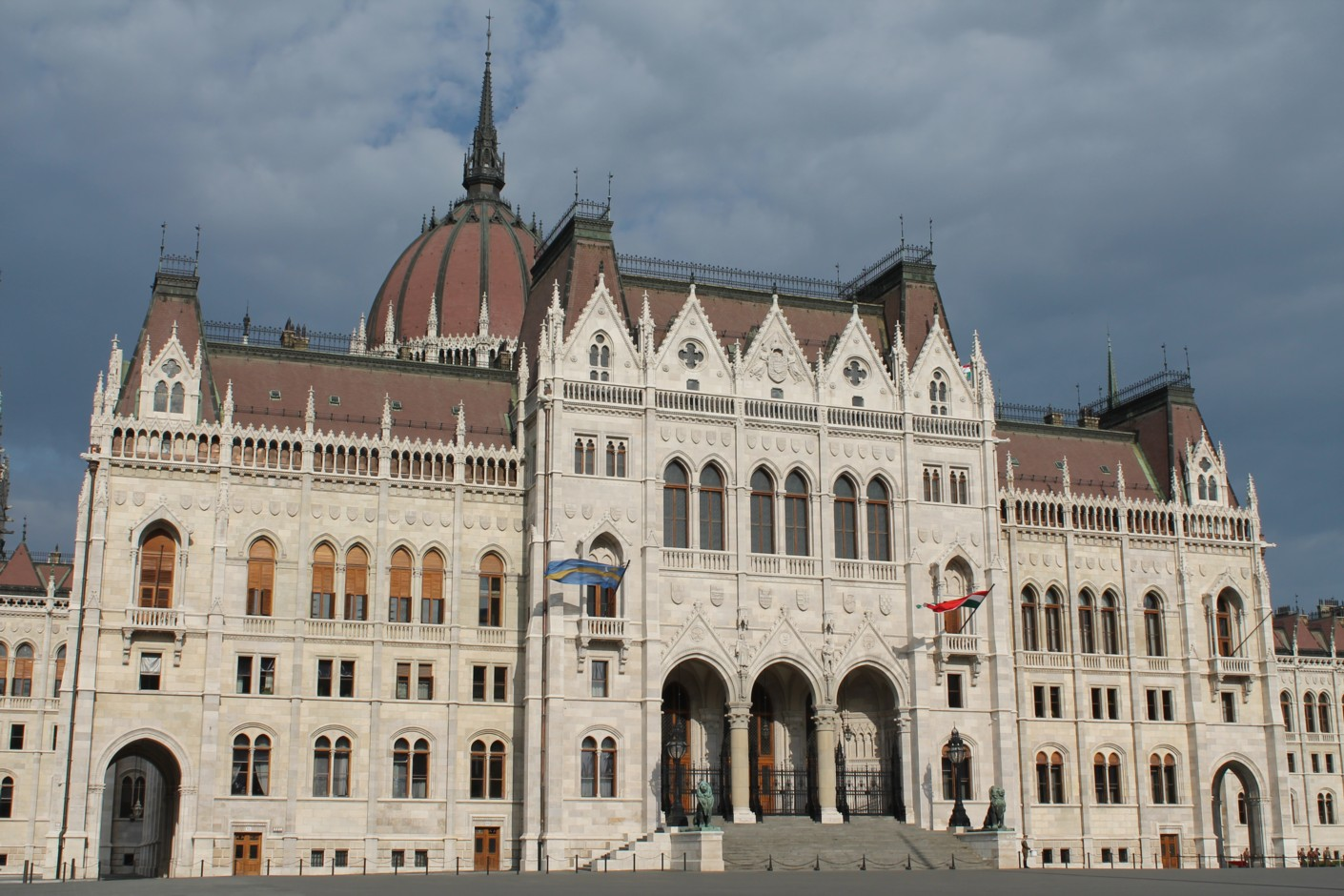
Edificio del Parlamento, Budapest.

Arquitectónicamente, inicialmente se interesó por el estilo historicista, después por el Renacimiento y el estilo gótico.
Es famoso principalmente por la construcción del Edificio del Parlamento Húngaro en estilo neogótico, pero sus obras destacadas también incluyen el diseño de la iglesia de Santa Isabel en Budapest, la reconstrucción de la iglesia de Santa Isabel en Košice y la restauración del castillo de Hunyad.
Steindl perdió la vista y acabó ciego antes de completar el Edificio del Parlamento Húngaro, muriendo en 1902 en Budapest. Está enterrado en el Cementerio de Kerepesi.

## Obras principales
- Nuevo Ayuntamiento, Budapest (1870-1872, Budapest V., Váci u. 62-64).
- Banco Comercial e Industrial (1872).
- Restauración del castillo de Hunyad (1870-1874) - llevada a cabo tras la muerte de su diseñador original, Ferenc Schulcz.
- Remodelación de la iglesia franciscana de Szeged (1876).
- Remodelación de la catedral de Santa Isabel, en Košice.
- Edificios de la Universidad en Múzeum körút, distrito VIII (1880-1883).
- Reconstrucción de la iglesia de Santa María de Resurrección en estilo neogótico, con mosaico Zsolnay en el altar principal, en Máriafalva (actualmente Mariasdorf), en Burgenland, Austria (1882- 1899).
- Iglesia de Santa Isabel, Rózsák tere, distrito VII de Budapest, (1893-1901).